# Elektronika 60

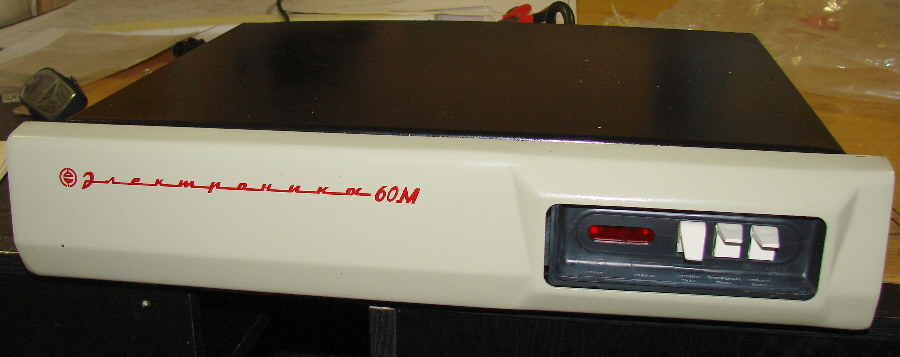
Elektronika 60-Hauptlogikeinheit

Der Elektronika 60 (Russisch: Электроника 60) war ein von der sowjetischen Firma Elektronika hergestellter Computer. Im Wesentlichen war er ein Klon des DEC LSI-11.
Elektronika 60 war Teil eines Computer-Komplexes, der in mehreren Teilen in einem Rack untergebracht wurde. Neben der Hauptlogikeinheit gehörten ein 15IE-00-013-Terminal und verschiedene Ein-/Ausgabegeräte in das Rack des Elektronika 60.
Auf dem Elektronika 60 entwickelte der russische Programmierer Alexei Paschitnow 1984 die ursprüngliche Version des Videospiel-Klassikers Tetris.

## Technische Daten
- Wortlänge: 16 bit
- Adressraum: 32K Worte (64 KB)
- RAM: 4K Worte (8 Kilobyte)
- Anzahl der Befehle: 81
- Performance: 250.000 Rechenoperationen pro Sekunde
- Gleitkomma-Kapazität: 32 bit
- Anzahl VLSI-Chips: 5
- Maße des Mainboards: 240 × 280 mm